# مطموطية
المطموطية (الاسم العلمي: Momotidae) هي فصيلة من الطيور تتبع رتبة الشقراقيات من طائفة الطيور.

## أجناس
- المطموط
- المطموط المقنع
- مطموط الكترون
- مطموط أسفاثا
- مطموط هيلومان
- مطموط جميل

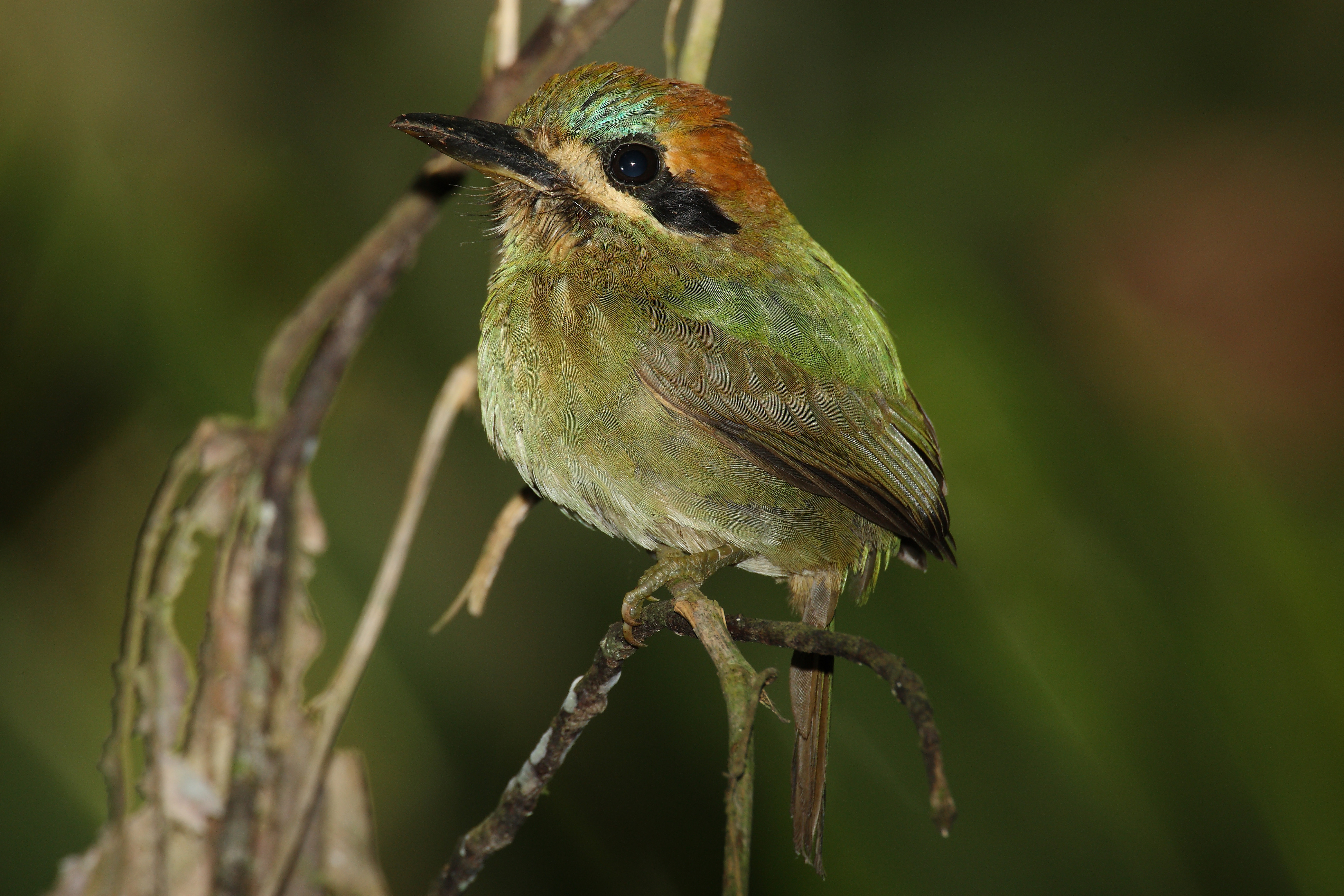
مطموط تودي
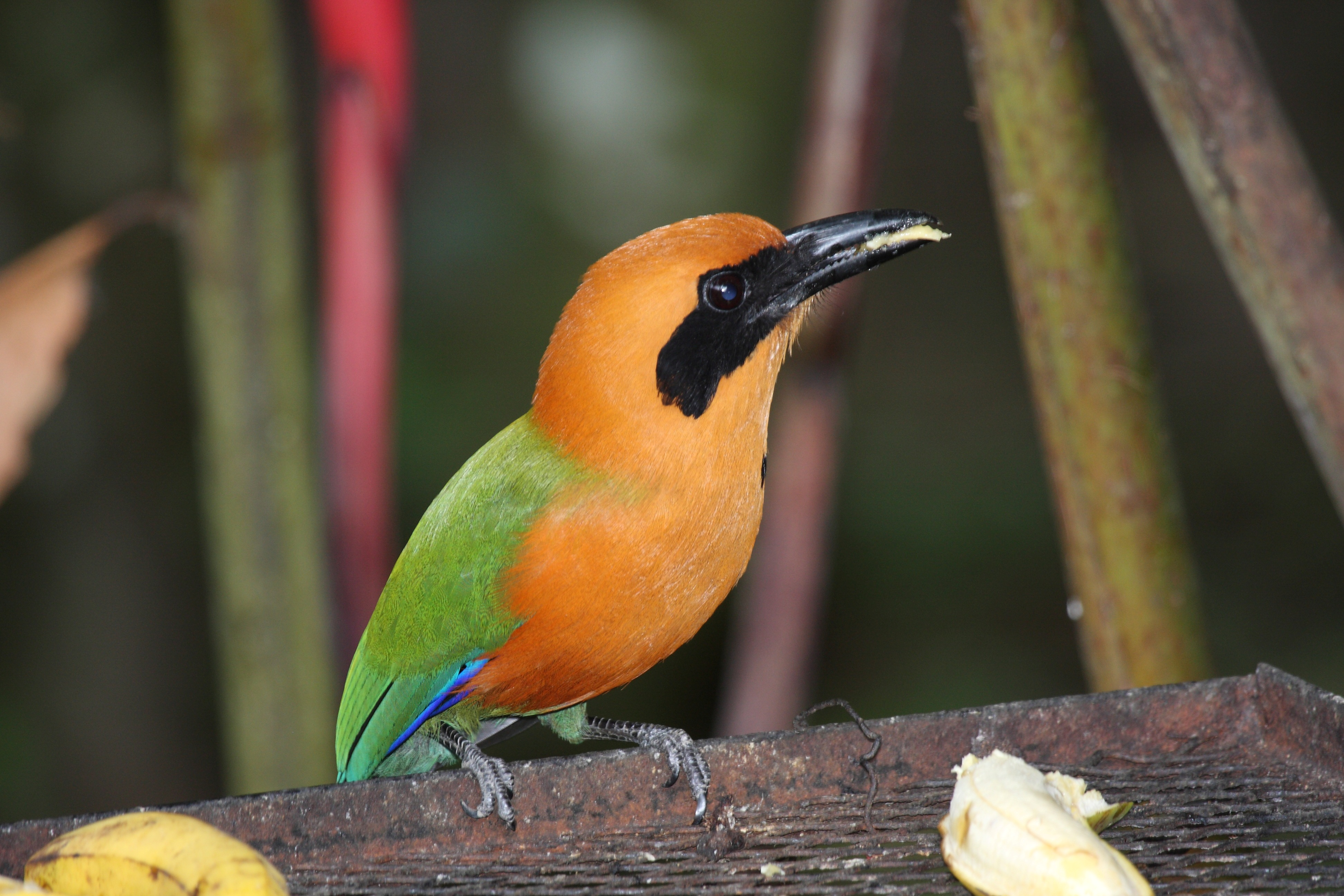
مطموط أصهب
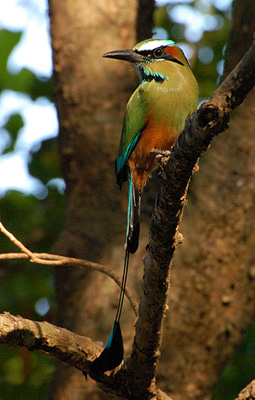
مطموط فيروزي الحواجب
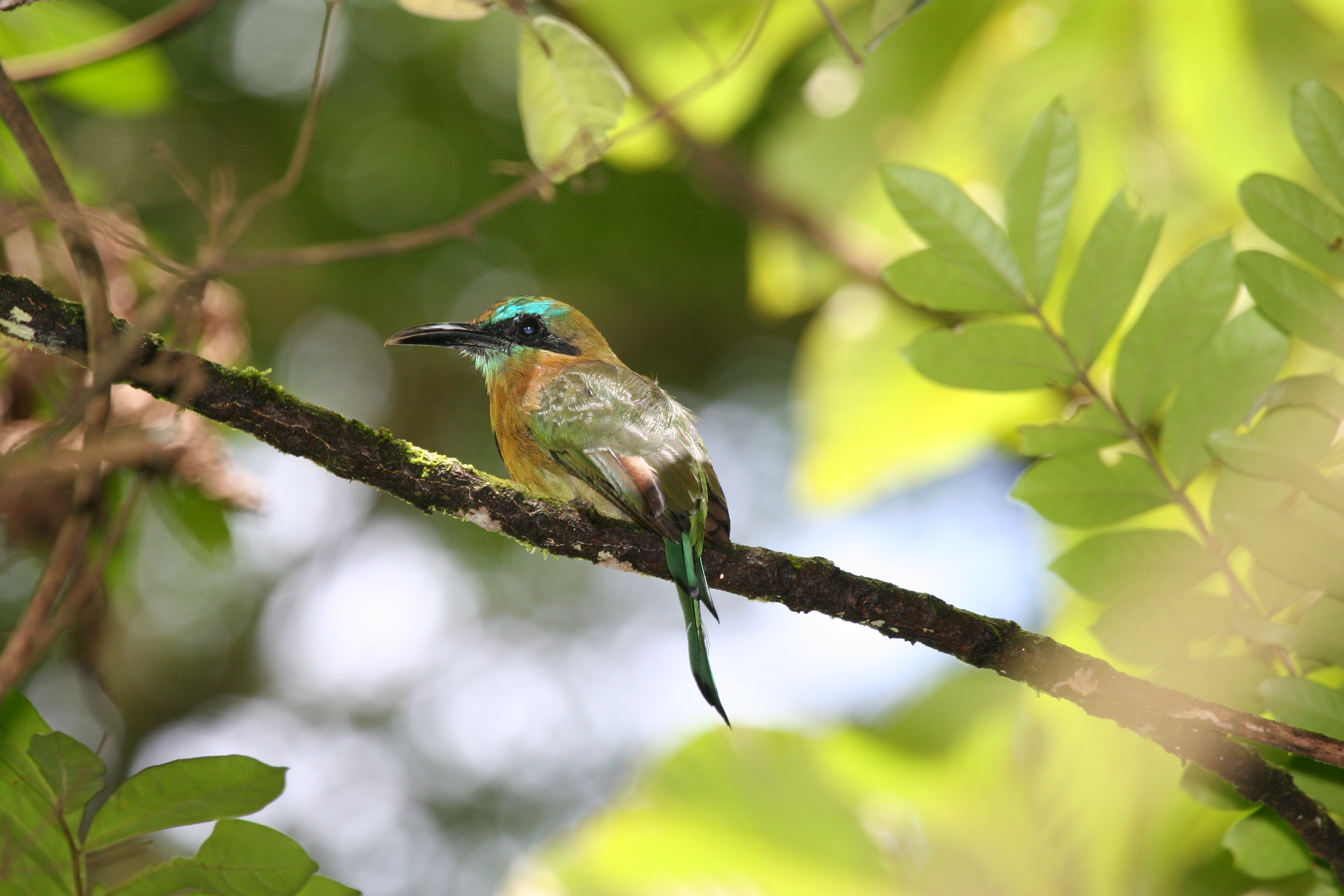
مطموط عارضي المنقار